# Boisemont (Val-d'Oise)
Boisemont is een gemeente in het Franse departement Val-d'Oise (regio Île-de-France) en telt 700 inwoners (2005). De plaats maakt deel uit van het arrondissement Pontoise en is een van gemeenten van de nieuwe stad Cergy-Pontoise.

## Geografie
De oppervlakte van Boisemont bedraagt 2,8 km², de bevolkingsdichtheid is 250,0 inwoners per km².
De onderstaande kaart toont de ligging van Boisemont (Val-d'Oise) met de belangrijkste infrastructuur en aangrenzende gemeenten.

## Demografie
Onderstaande figuur toont het verloop van het inwonertal (bron: INSEE-tellingen).